# Palazzo Cenci-Bolognetti
Palazzo Cenci-Bolognetti – XVIII-wieczny miejski dom mieszkalny w Rzymie, w latach 1928–1931 siedziba Ambasady Rzeczypospolitej Polskiej przy Stolicy Apostolskiej.

## Lokalizacja
Palazzo Cenci-Bolognetti znajduje się przy Piazza del Gesù 46, w rzymskim rione Pigna.

## Historia
Budynek powstał ok. 1737 roku jako przedłużenie Palazzo di Alessandro Petroni z 1536, znajdującego się na via d'Aracoeli. Palazzo Cenci-Bolognetti zamyka od południa Piazza del Gesù, przy której wznosi się Kościół Najświętszego Imienia Jezus. Fasadę, według projektu Ferdinanda Fugi ukończono ok. 1745 roku. Fuga wykorzystał elementy znane m.in. z fasady Palazzo Odescalchi zaprojektowanej przez Giovanniego Lorenzo Berniniego. W  1771 budynek przeszedł na własność rodziny Cenci-Bolognetti. Księżna Beatrice Fiorenza w 1955 przekazała go Uniwersytetowi „La Sapienza”, by ten otworzył w nim Instytut Louisa Pasteura.
W latach 1928–1931 w Palazzo Cenci-Bolognetti mieściła się Ambasada Rzeczypospolitej Polskiej przy Stolicy Apostolskiej. Ambasadorem był wówczas Władysław Skrzyński. W 1931 ambasada została przeniesiona do Palazzo Frascara przy Piazza della Pilotta. W Palazzo Cenci-Bolognetti miała też swoją siedzibę włoska partia Chrześcijańska Demokracja. W 1990 przeprowadzono prace restauracyjne we wnętrzu budynku.

## Wystrój
Część pomieszczeń ozdobiona jest freskami przedstawiającymi historię Sądu Parysa. W kaplicy znajduje się kopia Madonny autorstwa Guida Reniego. Na uwagę zasługuje również boazeria w tzw. apartamencie hrabiny.